# San Jose (Romblon)
San Jose is een gemeente in de Filipijnse provincie Romblon op het eiland Carabao. Bij de laatste census in 2007 had de gemeente ruim 9 duizend inwoners.

## Geografie

### Bestuurlijke indeling
San Jose is onderverdeeld in de volgende 5 barangays:
| - Busay - Combot - Lanas - Pinamihagan - Poblacion |

## Demografie
San Jose had bij de census van 2007 een inwoneraantal van 9.428 mensen. Dit zijn 1.202 mensen (14,6%) meer dan bij de vorige census van 2000. De gemiddelde jaarlijkse groei komt daarmee uit op 1,90%, hetgeen lager is dan het landelijk jaarlijks gemiddelde over deze periode (2,04%). Vergeleken met de census van 1995 is het aantal mensen met 1.715 (22,2%) toegenomen.

De bevolkingsdichtheid van San Jose was ten tijde van de laatste census, met 9.428 inwoners op 22,05 km², 349,8 mensen per km².